# Combinatio nova

Combinatio nova, prescurtat nov. (uneori n. comb.), este latinescul pentru „combinație nouă”. Este folosit în literatura de biologie taxonomică când este introdus un nume nou pe baza unui nume preexistent. Termenul nu trebuie confundat cu (în latină species nova, folosit pentru o specie nenumită anterior.
Există trei situații:
- taxonul este mutat într-un gen diferit
- un taxon infraspecific este mutat într-o altă specie
- rangul taxonului este schimbat.

## Example
Atunci când o specie denumită anterior este atribuită unui gen diferit, noul nume de gen este combinat cu respectiva specie, de exemplu, atunci când „Calymmatobacterium granulomatis” a fost redenumit „Klebsiella granulomatis”, a fost denumit Klebsiella granulomatis comb. nov. pentru a denota că s-a folosit o nouă combinație.